# V.34
V.34 é um padrão de telecomunicações para transmissão de dados síncrona/assíncrona, full-duplex, por ligação de dois fios, e linhas dedicadas com queda automática para os modems compatíveis menos potentes, tais como V.32 bis, V.32, e V.22 bis. O V.34 suporta velocidades de 2,4 Kbps a 28,8 Kbps.
1. ↑  «Informação e sinal» (PDF). Consultado em 6 de julho de 2024